# Hermann Scheer

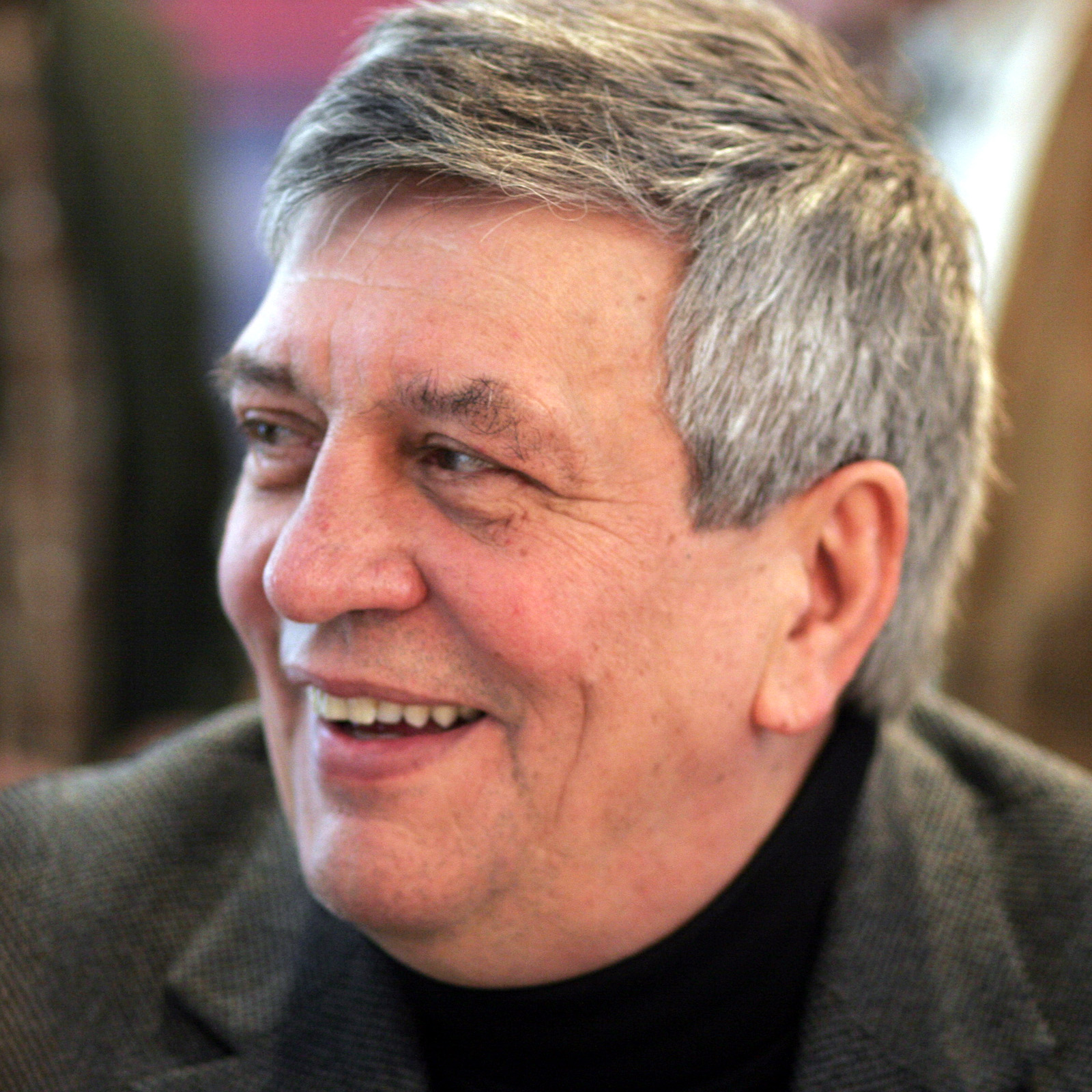

Hermann Scheer (29 de abril de 1944 - 14 de octubre de 2010) fue un social demócrata miembro del Bundestag Alemán (Parlamento), presidente de Eurosolar (Asociación Europea de Energías Renovables) y Presidente General del Consejo Mundial de Energías Renovables. En 1999, Scheer fue galardonado con el Premio "Sustento Correcto" por su "incansable trabajo para la promoción de la energía solar en todo el mundo ".
Scheer considera que la continuación de los patrones actuales de suministro y uso de energía dañan al medio ambiente, con la energía renovable como la única alternativa realista. Scheer llegó a la conclusión de que es técnica y ambientalmente viable aprovechar suficiente radiación solar para lograr un reemplazo total de la energía foclear (fósil y nuclear) por un sistema de energía renovable global. El principal obstáculo que veía para ese cambio era político, no técnico o económico. En 1999 fue uno de los iniciadores de las primas alemanas a las energías renovables, que ha sido la fuente principal del aumento de las energías renovables en Alemania durante los años posteriores. 

## Libros
- El imperativo energético, 2011, Icaria Editorial, ISBN 978-84-9888-354-1 .
- Autonomía Energética , El Caso Social, Tecnológico Y Económico Para Las Energías Renovables, 2006, Earthscan , ISBN 184473556 .
- Un manifiesto Solar , 2005, Earthscan, ISBN 1-902916-51-4 .
- La Economía Solar, la energía renovable para un futuro sostenible mundial, 2004, Earthscan, ISBN 1-84407-075-1 .
- Economía Solar Global, estrategias para la modernidad ecológica, 2000, Galaxia Gutenberg, ISBN 84-8109-315-7.
- Estrategia solar, 1993, Círculo de Lectores, ISBN 84-226-4653-6.

## Citas
La energía solar no es una energía alternativa: es la energía
Hermann Scheer